# خيسوس أوتشوا
خيسوس أوتشوا (بالإسبانية: Jesús Ochoa)‏ (12 أكتوبر 1981 - ) هو لاعب كرة قدم مكسيكي في مركز الوسط. لعب مع لوس أنجلوس غلاكسي ونادي شيفاز يو إس أي وLA Laguna FC ‏ وPortland Timbers (2001–2010) ‏ وLagartos de Tabasco ‏ وOrange County SC U-23 ‏.

## وصلات خارجية
- خيسوس أوتشوا على موقع الدوري الأمريكي (الإنجليزية)
- خيسوس أوتشوا على موقع قاعدة بيانات كرة القدم.إي يو (الإنجليزية)